# Жан Ребел
Жан Франсоа Ребел (фр. Jean-François Reubell; Колмар, 6. октобар 1747 — Колмар, 24. новембар 1807) био је француски адвокат, дипломата и политичар из периода Француске револуције. Обављао је функцију директора Прве француске републике.

## Биографија
Рођен је у Колмару. Био је председник локалног удружења адвоката. Године 1789. изабран је у скупштину сталежа као посланик трећег сталежа. Истакао се беседништвом у Националној уставотворној скупштини. Гласао је у корист реформи као што су доношење Устава свештенства. Након погубљења Луја XVI напустио је јакобински клуб и придружио се фејантинцима. Од 1792. године члан је Националног конвента и његов је изасланик на Рајни. Учествовао је у Термидорској реакцији која је довела до пада Максимилијана Робеспјера након чега је постао члан реорганизованих Комитета јавне безбедности и Комитета јавног спаса. Помогао је, почетком 1795. године, Жозефу Сијесу у преговорима о предаји Батавијске републике. Био је члан Савета пет стотина. Новембра 1795. године изабран је за члана Директоријума, а његов председник постао је следеће године. Тада је ушао и у Савет старијих. Суочио се са државним ударом 18. фруктидора и Бабефовом "Завером једнаких". Пројектовао је план о анексији Рајнске области и Низоземске републике, као и инвазију на Швајцарску, након чега је створена Хелветска република. Отпуштен је гласањем 1799. године због војних пораза Француске у кампањи исте године. Након Наполеоновог државног удара 18. бримера повлачи се из јавног живота. Одлази у своје родно место где је и умро 1807. године.